# Упорой (Орловская область)
Упоро́й — село в Дмитровском районе Орловской области, входит в состав Домаховского сельского поселения. 

## География
Расположено в 19 км к юго-западу от Дмитровска. Высота над уровнем моря 216 м.

## Этимология
Полагают, что Упорой получил своё название от того, что жители первоначально поселились за земляными упорами или крепостями, которые устраивались в защиту от неприятелей во время набегов крымских татар или литовцев. Признаки этих упоров видны до сих пор на юго-восточной стороне села, где, как говорят старожилы, находили обломки оружия и множество пуль.

## История
Основано в 1596 году. В XIX к приходу села были причислены деревни Березовка и Любощь. Местность для здоровья была вредная, вследствие отсутствия хорошей воды. Почва в приходе суглинистая. Вследствие малодоходности крестьяне вынуждены были уходить на заработки. Церковь села во имя Обновления храма Воскресения Христова каменная, холодная, построена в 1829 году помещиком Петром Васильевичем Милорадовичем, прах которого погребен в церковной ограде.
В селе была ветхая деревянная церковь в честь святого пророка Илии, устроенная в 1741 году, а в ней антиминс, выданный московским митрополитом Тимофеем 29 сентября 1759 года, на котором совершается священнодействие и теперь. Причт при означенной церкви состоит из священника и псаломщика.
В 1795 году указом Павла I село отдано графу Михаилу Андреевичу Милорадовичу. Тот посадил здесь элитные сады, вывел элитные сорта ржи. В 1901 году граф Гейден, внук Милорадовича, построил в селе винокуренный завод. Сады Гейдена занимали 11 десятин.
В селе действовала церковная школа, построенная на средства графа Гейден и школа грамоты, открытая в 1891 году в здании принадлежащем крестьянам.
При селе Упорой был поселок священно-церковных служителей при Упоройской Воскресенской церкви, через село проходил тракт Дмитровск—Севск.
Здесь же располагалась почтовая станция «Упорой», владельческая усадьба графини Варвары Петровны Гейден, водяная мельница, кирпичный завод, 20 июня проходил торг при церкви.
В 1901 году пекарь Клочков, из Дмитровска, открыл в селе пекарню.
В 1904 году в селе Упорой было 112 хозяйств: 496 мужчин, 424 женщины. Из них работников — 207 мужчин, 203 женщины. Имелось 72 грамотных мужчины, 27 учащихся в школе.
В 102 хозяйствах было 343 овцы, 135 свиней, 402 коровы. 10 семей скота не имели.
«В Домаховской волости крестьяне села Упорой в конце ноября 1905 года в имении графа Гейдена отобрали у управляющего ключи от графских сараев и амбаров и весь хлеб, упряжь, сельскохозяйственный инвентарь поделили между собой».
В 1926 году в селе 179 хозяйств: 469 мужчин, 496 женщин. Действовали: начальная школа, почтовое телеграфное агентство, два магазина. В то время Упорой был административным центром Упоройского сельсовета Круглинской волости Дмитровского уезда. В 1937 году в селе было 147 дворов. По данным 1945 года в селе действовали 2 колхоза: «Рыжковец» и «Упорой». В 1954 году Упоройский сельсовет был упразднён, село вошло в состав Домаховского сельсовета.

## Храм Воскресения Словущего
В 1864 году в Воскресенском храме села Упорой служил священник Эразм Вознесенский, одновременно занимавший должность сельского благочинного 4-го участка Дмитровского благочиния. В 1865 году при церкви было открыто приходское попечительство.

## Население
| 1853 | 1866 | 1877 | 1897 | 1926 | 1979 | 2002 |
| ---- | ---- | ---- | ---- | ---- | ---- | ---- |
| 691  | ↘665 | ↗791 | ↘755 | ↗965 | ↘285 | ↘205 |
| 2010 |      |      |      |      |      |      |
| ↘111 |      |      |      |      |      |      |